# Pierre Petit (compositeur)
Pour les articles homonymes, voir Pierre Petit et Petit.
Pierre Petit, né le 21 avril 1922 à Poitiers et mort le 1er juillet 2000 à Clichy, est un compositeur français.

## Biographie
Son grand-père, maire de Poitiers était un grand mélomane, son père, professeur de khâgne, était violoniste amateur. Pierre Petit fait des études de lettres et musicales à Paris (Cours Hattemer, Lycée Louis-le-Grand et des études de lettres à la faculté des lettres de Paris). Il fut etudiant au Conservatoire avec son très grand ami le pianiste Samson François pour qui il composa en 1956 un concerto pour piano solo. 
Il est admis en 1942 au Conservatoire de Paris, où il étudie l'analyse musicale avec Georges Dandelot, l'harmonie avec Nadia Boulanger, le contrepoint et la fugue avec Noël Gallon et la composition avec Henri Busser. En 1946, il remporte le Premier Grand prix de Rome de composition avec la scène lyrique Le jeu de l'amour et du hasard, interprétée la même année par l'Orchestre des Cadets du Conservatoire sous la direction de Claude Delvincourt. 
À partir de 1951, Petit enseigne l'histoire des civilisations au Conservatoire de Paris et à l'École polytechnique. En 1963, il est nommé directeur de l'École Normale de Musique de Paris, poste qu'il occupe jusqu'à sa mort. Il est par ailleurs membre du jury du Concours international Marguerite Long-Jacques Thibaud. 
Petit compose, des années 1940 aux années 1980, plusieurs dizaines d'œuvres : opéras, opérettes et ballets, œuvres orchestrales, concertos instrumentaux, musique de chambre et chansons. Son œuvre musicale lui vaut le Grand Prix du Conseil Général de la Seine en 1965 et le Grand Prix de Musique de la SACEM en 1985.
Auteur d'ouvrages sur Verdi, Ravel, Mozart, et d'une étude sur les Problèmes musicaux d'Aristote, il est également critique musical au Figaro. 
Entre 1960 et 1975 il est responsable de la création musicale à la RTF puis à l'ORTF. Pédagogue de talent, il produit et anime entre 1970 et 1981 plusieurs émissions musicales à la télévision française, notamment accords parfaits, contre-ut, Presto, Figaro ci figaro là.

### Vie privée
Il a été marié à Christiane Castelli, cantatrice à l'Opéra de Paris, célèbre pour son interprétation de Tosca de Puccini. Il eut avec elle trois enfants, Claude (journaliste et écrivain), Didier (chanteur, auteur-compositeur-interprète connu sous le nom de Romain Didier) et Marie-Laurène. 
Il a également été l'époux, à partir de 1958, de la violoniste Marie-Claude Theuveny (1931-2012) et eut avec elle deux enfants, Frédéric-Carolin Petit, (compositeur et arrangeur de musiques pour le cinéma et la télévision), et Nicolas. 
Enfin, il a été marié en troisièmes noces en 1974 à Liliane Fiaux.

## Œuvres
- Mélodie, pour voix et piano, 1941
- 6 Petites pièces à 4 mains, morceaux de piano pour enfants, 1942
- Concertino pour piano, 1942
- Suite pour quatre violoncelles, 1942
- Bois de Boulogne, cinq morceaux pour piano, 1946
- La Maréchale Sans-Gêne, opérette, 1948
- Zadig, Ballet, 1948
- Deux mélodies sur des poèmes de Charles Oulmont, 1949
- Romanza romana, 1950
- Concerto pour quatre violoncelles 1951
- Ciné-Bijou, ballet d'après des thèmes de jazz, composé pour Roland Petit, 1952
- Feu rouge, feu vert, ballet, 1953
- Saxopéra, pour saxophone et piano, 1955
- Furia italiana, opéra, 1958
- Concertino pour orgue, instruments à cordes et percussions, 1958, pour Pierre Cochereau
- Concerto pour tête-à-tête, opéra, 1959
- Migraine, opéra comique, 1959
- Toccata et Tarentelle pour deux guitares, 1959
- Andante et Fileuse, pour saxophone et piano, 1959
- Concerto pour deux guitares, 1964
- Quatre poèmes de Paul Gilson, 1965
- Le Diable à deux pour deux pianos, 1970
- Tarentelle pour orchestre, 1971
- Suite pour deux violoncelles et orchestres, 1974
- Orphée, ballet, 1975
- Mouvement perpétuel pour guitare, 1984
- Mozart ou la musique instantanée : Editions Perrin 1/12/1990,  (ISBN 2-262-00716-0), 304 pages - Prix Eugène-Carrière de l’Académie française en 1992